# Мусаев, Шломо
Шломо Мусаев (1852, Бухара — 1922, Иерусалим) — раввин бухарских евреев, торговец и меценат, глава общины бухарских евреев в Палестине и сооснователь бухарского квартала в Иерусалиме (квартал Бухарим).

## Биография
Шломо Мусаев родился в Бухаре в 1852 году. Бухара в те годы являлась столицей Бухарского эмирата, который в 1868 году стал протекторатом Российской империи. В детстве Шломо Мусаев учился у раввинов Давида Чафина и Джошуа Шушана. Мусаев стал религиозно образованным человеком, и со временем сам получил звание раввина. Как торговец, он занимался торговлей чаем и недвижимостью, и, как говорят, основал один из первых банков в Бухаре. В 1888 году, руководствуясь религиозными убеждениями, он совершил алию (переехал) в Палестину, и был одним из нескольких бухарских евреев, основавших в 1891 году новый квартал Иерусалима Реховот-ха-Бухарим (позже название сокращено до Бухарима). Помимо жилья для себя, Мусаев построил также дома для бедных переселенцев, и синагоги, которые продолжают использоваться до сих пор.

## Бухарский квартал
С конца XIX века и до Первой мировой войны Бухарим был одним из самых богатых кварталов города. Его жители не порывали связей с Россией, напротив, они продолжали торговые операции, богатея на транзитной торговле хлопком, чаем и драгоценными камнями, в которую были вовлечены их родная Бухара (в составе России), а также Китай и Иран. Однако после Первой мировой войны и большевистской революции 1917 года транзитная торговля пришло в упадок, жители квартала прекратили торговые путешествия и остались жить в своих домах в Иерусалиме, получая доход только от сдачи помещений в аренду. К тому же, Османская империя, которой тогда принадлежала Палестина, стала подозрительно относится к бухарским евреям, многие из которых имели российское подданство. Однако вскоре туркам-османам стало не до того, они утратили контроль над Палестиной, передав его Британии. Однако в это же время поток бухарских евреев из взятой Красной армией Бухары пешком устремился в Иерусалим. Потеряв несколько сотен человек в пути, несколько тысяч достигли Иерусалима, где нашли приют в бухарском квартале.
Позднее к этим беженцам присоединились также беженцы из Ирана. В результате, сегодня, Бухарим, который ранее считался одним из самых богатых кварталов города, беден и густонаселён. О его былой славе напоминают несколько отреставрированных зданий, тогда как многие другие обветшали или снесены в пользу нового строительства. Большинство жителей сегодняшнего Бухарского квартала составляют религиозные евреи — харедим.

## Писатель и коллекционер
Помимо своих религиозных обязанностей, торговли и строительства, Мусаев был также религиозным писателем и коллекционером древностей. В молитвеннике, который он написал, Хукат Олам, Мусаев рассказал о своей мотивации переезда в Иерусалим и своих религиозных убеждениях:

У меня была идея помочь многим и опубликовать этот молитвенник для будней, субботы и праздников. Молитва заменяет жертву. Молитва к Богу — это то, что связывает народ Израиля с их Небесным Отцом, несмотря на то, что народ Израиля и пробыл в изгнании более 18 столетий.— Шломо Мусаев. Хукат Олам.
Как коллекционер, Шломо Мусаев интересовался прежде всего рукописями религиозного содержания. В его коллекцию входили, в частности, редкие рукописи с текстами Маймонида и раввина-каббалиста Хаима Витала. Сегодня коллекция раввина Шломо Мусаева составляет особый фонд в собрании израильского университета имени Бар-Илана.

## Семья и потомки
Фамилия Мусаев, в данном случае, происходила от предка Шломо Мусаева, Моше или Мусы, сына Якова, который родился в 1771 году и умер в 1843 году. Моше был дедом Шломо Мусаева. Отца Мусаева звали Яков, он родился в 1812 году и умер в Иерусалиме в 1892 году. Жена Якова Мусаева, Сара, умерла в Бухаре в 1889 году.
Шломо Муссаев женился на Эстер Гаоновой, которая прослеживала свое происхождение до Йосефа Мамана, раввина-сефарда родом из Тетуана, Марокко, который прибыл в Бухару в конце XVIII века и распространил там сефардский молитвенный канон вместо персидского.  Маман женился на Ханне, дочери раввина Яна Таджи из Шарисабза. Их дочь, Мириам, вышла замуж за раввина Пинхаса Хакатана (ум. 1875), которого британский англиканский миссионер и путешественник еврейского происхождения Джозеф Вульф назвал «самым образованным из евреев Бухары» и «молодым человеком необычайных талантов». Малка, дочь Пинхаса Хакатана, вышла замуж за Авраама Хаима Гаона, отца Эстер.
У Мусаева и его жены было семеро детей. Сыновья Мусаева в основном переехали во Францию, Англию, а затем в Соединенные Штаты. В основном они занимались торговлей жемчугом и драгоценными камнями из Индии, Юго-Восточной Азии и Южной Америки.
Среди других потомков раввина Шломо Мусаева первая леди Исландии Доррит Мусаефф, бизнесмен Шломо Мусаев, и американский писатель Джеффри Мусаев.
Шломо Мусаев был искренне религиозен и стремился жить на Земле Израиля. На смертном одре он изложил свою последнюю волю, заявив, что только те из его сыновей, которые будут жить на Земле Израиля, получат его наследство. Большая часть его имущества в квартале Бухарим была объявлена  «религиозным фондом» («хекдеш» на иврите и «вакуф» на арабском языке), который никогда не мог быть продан. Доходы от сдачи в аренду его имущества до сих пор получают прямые потомки мужского пола, живущие в Израиле.
Мусаев умер в возрасте 70 лет в 1922 году. Он и несколько его сыновей похоронены на Масличной горе в Иерусалиме.